# Église Sainte-Eulalie-et-Saint-Aubert de Tugny-et-Pont
L'église Sainte-Eulalie-et-Saint-Aubert de Tugny-et-Pont est une église catholique située à Tugny-et-Pont, en France, dans le département de l'Aisne. Elle fait partie de la paroisse l'Espérance du diocèse de Soissons, Laon et Saint-Quentin. Elle est dédiée à sainte Eulalie de Barcelone et saint Aubert de Cambrai.

## Localisation
L'église est située sur la commune de Tugny-et-Pont, dans le département de l'Aisne.